# Cameron Brink
Cameron Lee Brink, född 31 december 2001, är en amerikansk professionell basketspelare. Hon spelar för Los Angeles Sparks i den högsta serien (WNBA). 